# 4281 Pounds
4281 Pounds eller 1985 TE1 är en asteroid i huvudbältet som upptäcktes den 15 oktober 1985 av den amerikanske astronomen Edward L.G. Bowell vid Anderson Mesa Station. Den är uppkallad efter Ken A. Pounds.
Asteroiden har en diameter på ungefär 9 kilometer.